# Złoty Stok

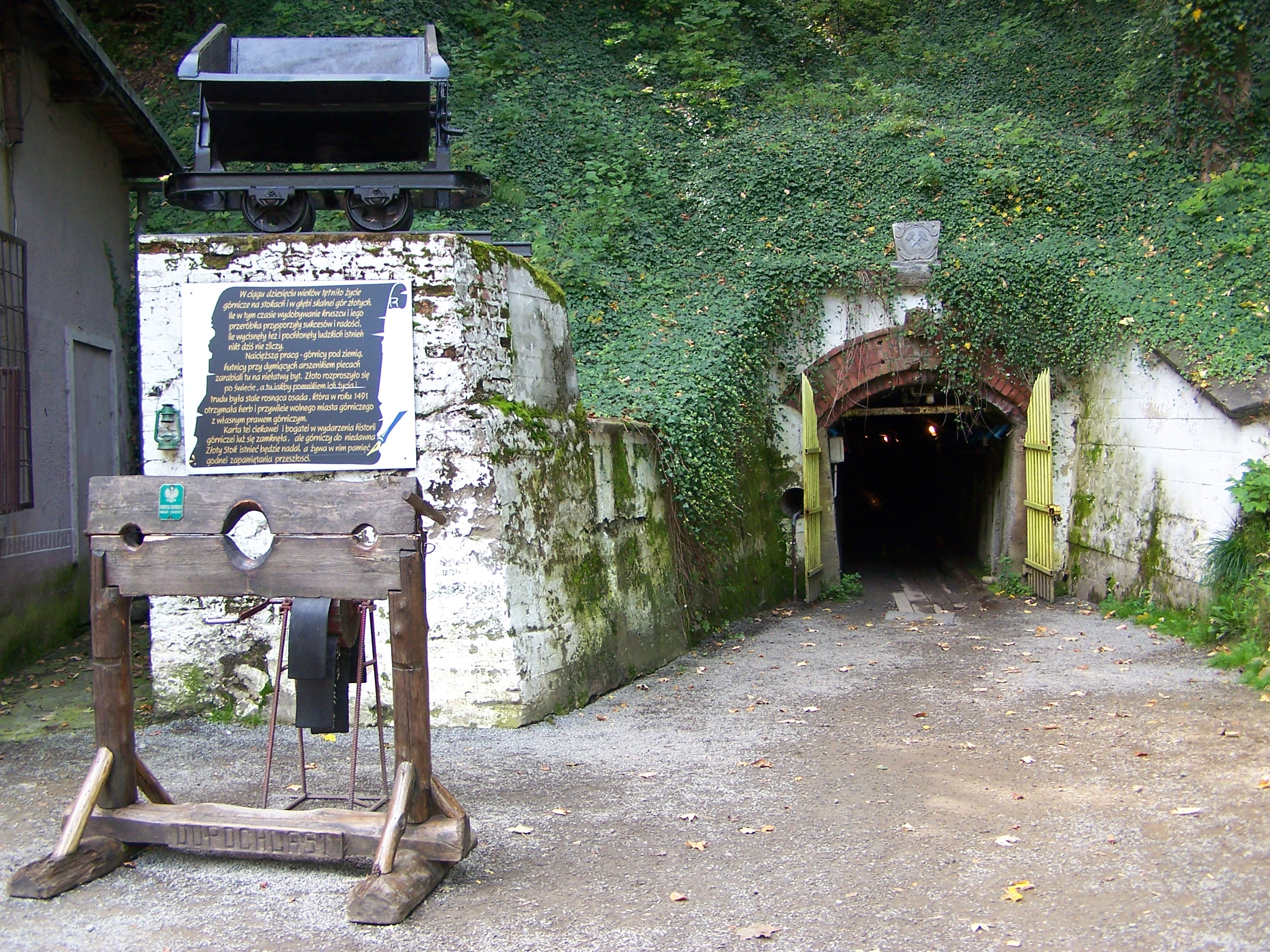
Złoty Stok

Złoty Stok este un oraș în Polonia.